# Revolta de la Província de Liang
La Revolta de la Província de Liang del 184 al 189 va començar com una insurrecció dels qiang contra la Dinastia Han en la província occidental de Liang (涼州) del segle ii EC, però aviat els yuezhi menors i els rebels Han simpatitzants es van unir a la causa de lluitar pel control de la província que era lluny de l'autoritat central. Aquesta revolta, la qual va anar poc després de la Rebel·lió dels Turbants Grocs, va ser part d'una sèrie de disturbis que van portar al declivi i final caiguda de la Dinastia Han. Tot i rebre una atenció relativament escassa en les mans dels historiadors tradicionals, la revolta no obstant va tenir una importància duradora, ja que eliminà el poder xinès han en el Al nord-oest i preparà el terreny perquè vingueren una sèrie d'estats no-xinesos-han en els segles següents.